# Horre, Harm en Hella
Horre, Harm en Hella is een Nederlandse krantenstrip en tekststrip van de Toonder Studio's, die werd bedacht en geschreven door Andries Brandt en aanvankelijk getekend door S. Candell, alias Juan Escandell Torres, later door Thé Tjong-Khing met assistentie van Jan van Haasteren en vervolgens door Georges Mazure.

## Inhoud
De strip ging over de lotgevallen van het wonderlijke gezin Grins, bestaande uit Horre Grins, die stamde uit een familie van gifmengers, vampiers en weerwolven, zijn dochter de heks Hella, en huisknecht Harm Salig, ooit een knappe jonge man die door experimenten van Horre Grins verwerd tot een lelijke man en een wat simpele ziel. Horre en Hella gebruiken Harm om hun brouwseltjes te proberen, waardoor Harm immuun is geworden voor alle vergiften en ziek wordt van gewoon eten en drinken. Het eerste verhaal begint met dorpelingen die het huis van het gezin Grins bestormen en in brand steken, waardoor de familie moet verhuizen. Aan het einde van vrijwel iedere aflevering zal het gezin opnieuw moeten verhuizen, waarbij het huis in brand gaat. Horre beschouwt zichzelf niet als excentriek, maar vindt eerder alle andere mensen raar.

## Publicatie
Horre, Harm en Hella verscheen van 21 december 1968 tot en met 19 maart 1971 dagelijks in De Telegraaf. In totaal verschenen er elf verhalen. In 1974 werden de eerste twee verhalen uitgegeven door uitgeverij Tango. Van 1984 t/m 1987 gaf uitgeverij Arboris nog drie verhalen uit in de reeks Uit de Toonder Studio's.